# 小池健
小池健（日语：小池 健，こいけ たけし，1968年1月26日—）是一名在日本山形縣上山市出生的日本動畫師、插畫家動畫導演。首次擔任導演作品為2000年日本映画《PARTY7》片頭，亦作為魯邦三世系列人物設定、作畫監督及第7作至第9作導演。

## 背景
小池健由於被金田伊功擔任作畫的《銀河鐵道999》動畫驚豔而決定成為動畫師。曾經臨摹天野喜孝的作品。他在高中三年級時騎著摩托車去東京面試，此後便進入MADHOUSE工作。首次參與的動畫作品為妖獸都市。

## 作品

### 電視動畫
- 小獅王（1989年）－原畫
- 柔道英雌（1989年）－原畫
- DNA²（1994年）－機械設計
- 庫洛魔法使（1998年）－原畫
- 十兵衛 -心形眼罩的秘密-（1999年）－原畫、作畫監督
- 隨風飄的月影蘭（2000年）－原畫
- 向陽之樹（2000年）－原畫
- 第一神拳（2000年）－原畫
- 混沌武士（2004年）－原畫、OP作畫
- 機魂末世錄（日语：TEXHNOLYZE）（2004年）－原畫
- 鋼鐵人（日本動畫）（日语：アイアンマン (2010年のアニメ)）（2010年）－機械設計、原畫
- 魯邦三世 -名為峰不二子的女人-（2012年）－人物設計、作畫監督
- 元氣少女緣結神（2012年）－原畫
- 東京殘響（2014年）－ED分鏡・演出・作畫
- 多羅羅（2019年）－OP1分鏡・演出・作畫監督

### OVA / 網路動畫
- 妖獸都市（1987年）－動畫師
- 魔界都市〈新宿〉（1988年）－動畫檢查
- 惡魔的新娘（1988年）－動畫檢查
- 銀河英雄傳說（1988年）－原畫
- 午夜之眼（1989年）－動畫檢查、原畫
- 午夜之眼2（日语：ゴクウ）（1989年）－原畫
- 機動刑事808（日语：電脳都市OEDO808）（1990年）－機械作畫監督
- 敌人是海盗 猫们的飨宴（日语：敵は海賊〜猫たちの饗宴〜）（1990年）－原畫
- NINETEEN 19（日语：NINETEEN 19）（1990年）－原畫
- 帝都物語（1991年）－作畫監督輔佐、原畫
- 機械巨神 地球靜止之日（1992年）－原畫
- POPS（1993年）－原畫
- CLAMP IN WONDERLAND（日语：CLAMP IN WONDERLAND）（1994年）－原畫
- THE COCKPIT（戰地啟示錄）（日语：戦場まんがシリーズ）（1994年）－原畫
- 黑暗邊緣（日语：ダークサイド・ブルース）（1994年）－原畫
- 真・孔雀王（1994年）－人物設計
- 宇宙采矿夫（日语：おいら宇宙の探鉱夫）（1994年）－OP、ED動畫
- 生化獵人（日语：バイオ・ハンター）（1995年）－原畫
- DNA²（1995年）－機械設計
- 鐵腕女警（1996年）－原畫
- 拉瓦拳星球（日语：TRAVA FIST PLANET）（2002年）－導演、動畫導演、人物設計
- 武士彌助（英语：Yasuke (TV series)）（2021年）－人物設計

### 動畫電影
- 切洛努普的狐狸（1987年）－動畫師
- 銀河英雄傳說：我的征途是星辰大海（1988年）－動畫檢查
- 隨風而逝的記憶（1987年）－原畫
- 福星小子：聖水奇緣（1991年）－原畫
- 獸兵衛忍風帖（1993年）－原畫
- 最臭兵器（1995年）－原畫
- X（1996年）－原畫
- 庫洛魔法使劇場版：小櫻的香港之旅（1999年）－原畫
- 庫洛魔法使劇場版：被封印的卡片（2000年）－原畫
- 血戰：最後的吸血鬼（2000年）－原畫
- 吸血鬼獵人D（2001年）－美術設定、原畫
- 機動警察劇場版Ⅲ - 13號廢棄物（2002年）－原畫
- 駭客任務立體動畫特集－「世界記錄」（2003年）－導演、人物設定、作畫監督
- DEAD LEAVES（日语：DEAD LEAVES）（2004年）－原畫
- 槍神 Badlands Rumble（2010年）－原畫
- 超時空甩尾（2010年）－導演
- 魯邦三世 次元大介的墓碑（2014年）－導演、演出、人物設計、機械設計、作畫監督
- 麵包超人 蘋果少年與大家的願望（2014年）－原畫
- 怪物的孩子（2015年）－原畫
- 魯邦三世 血煙的石川五右衛門（2017年）－導演、演出、人物設計、機械設計、作畫監督
- 魯邦三世 峰不二子的謊言（2019年）－導演、演出、人物設計

### 真人電影
- PARTY7（日语：PARTY7）（2000年）－（開場動畫）動畫導演、人物設計
- 茶之味（日语：茶の味） （2004年）－動畫導演
- 無厘頭森林之第一次接觸（日语：ナイスの森〜The First Contact〜） （2006年）－動畫導演
- 搬運你的未來（日语：スマグラー） （2004年）－CG原畫製作
- Travelers 次元警察（日语：トラベラーズ 次元警察） （2004年）－機械設計

## 外部連結
- 小池健的X（前Twitter）